# Malovilgort
Malovilgort (en rus: Маловыльгорт) és un poble de la República de Komi, a Rússia, segons el cens del 2010 tenia 18 habitants.